# Würzburger Ruderverein Bayern von 1875/1905
Der Würzburger Ruderverein Bayern von 1875/1905 ist ein Sportverein aus Würzburg.

## Geschichte und Lage
Der heutige Ruderverein Bayern ist durch Fusionen entstanden. Der älteste enthaltene Verein ist der Würzburger Ruderverein von 1875. Dreißig Jahre später wurde die Würzburger Rudergesellschaft von 1905 gegründet. 1912 entstand der Würzburger Ruderclub Bayern.
Der zunächst erfolgreichste Verein war der Würzburger Ruderverein von 1875. Er erreichte 1913 seinen ersten deutschen Meistertitel. Bei den Olympischen Spielen 1936 in Berlin gewann der Vierer ohne Steuermann des Vereins olympisches Gold. Hinzu kamen mehrere Europameisterschaftsmedaillen in den 1930er Jahren.
Nachdem im Zweiten Weltkrieg alle Bootshäuser durch Bombenangriffe zerstört worden waren, wurden sie bis 1950 wieder errichtet. 1946 fusionierten die Würzburger Rudergesellschaft von 1905 und der Würzburger Ruderclub Bayern zur Würzburger Rudergesellschaft Bayern von 1905.
1994 entstand durch Fusion der Würzburger Rudergesellschaft und des Würzburger Rudervereins der Würzburger Ruderverein Bayern von 1875/1905.
Der Ruderverein hat zwei Standorte. Auf dem alten Gelände des Würzburger Ruderveins von 1875 entstand 2013 das Neue Bootshaus. Hier ist das Vereinsheim und Rudern wird hier als Breitensport angeboten. Das Bootshaus Nord liegt am Main und befindet sich in der Nähe des Bootshauses des anderen Würzburger Rudervereins, des ARC Würzburg. Auf dem alten Gelände der Würzburger Rudergesellschaft befindet sich die 1998 fertiggestellte Bootshalle für den Leistungssport.

## Bekannte Sportler

### Ruderverein von 1875
Rudolf Eckstein, Anton Rom, Martin Karl und Wilhelm Menne gewannen 1934 den Europameistertitel im Vierer ohne Steuermann. Im Jahr darauf bei den Europameisterschaften 1935 siegten Eckstein, Rom, Menne und Steuermann Johann Pfadenhauer im Vierer mit Steuermann zusammen mit dem Mannheimer Ernst Gaber. Bei den Olympischen Spielen 1936 in Berlin triumphierten Eckstein, Rom, Karl und Menne im Vierer ohne Steuermann. Trainer der Ruderer in den 1930er Jahren war Wolfgang Freyeisen.
In den 1980er Jahren erruderte der Leichtgewichts-Skuller Roland Ehrenfels zwei Silbermedaillen und eine Bronzemedaille bei Weltmeisterschaften. 1990 ruderte Peter Müller zu Weltmeisterschaftssilber.

### Rudergesellschaft von 1905
Von 1976 bis 1984 brachte der Trainer Lothar Freyeisen die Ruderer Michael Gentsch, Hermann Greß, Dieter Göpfert und Rudolf Ziegler zur Olympiateilnahme. 1988 waren mit Frank Dietrich und Michael Twittmann zwei Ruderer der RG Teilnehmer der Olympischen Spiele in Seoul. Frank Dietrich war 1989 Weltmeister mit dem Deutschland-Achter. 

### Ruderverein Bayern
Im Jahr nach der Fusion wurde Dieter Sator Weltmeister mit dem Deutschland-Achter.
Bronzemedaillen bei Weltmeisterschaften gewannen außerdem Tobias Müller 1996, Roland Händle 1997 und Stephan Schad 2008.